# تنکووو
تنکووو (به صربی: Tenkovo) یک منطقهٔ مسکونی در صربستان است که در نووی پازار واقع شده‌است.